# Wilhelmina Hay Abbott
Wilhelmina Heno Abbott (Dundee, 22 de mayo de 1884-17 de octubre de 1957) también conocida como "Elizabeth Abbott," fue una sufragista, editora, y conferencista feminista escocesa.

## Biografía
Wilhelmina nació en Dundee, Escocia. Su padre, Andrew Lamond, era fabricante de yute. Se preparó en Londres para secretaria, y trabajos de contabilidad, pero entonces asistió al University College London en el verano de 1907, donde siguió cursos de ética, filosofía moderna, y economía. Como mujer joven empezó a utilizar su primer nombre "Elizabeth".

### Trayectoria
En 1909, Elizabeth empezó a organizar la "Sociedad Nacional para el sufragio de las mujeres de Edimburgo" Haciendo campaña en las islas Orcadas. Tomó una posición en el Comité ejecutivo de la Federación escocesa de las sociedades de Sufragio de las mujeres, en 1910, junto con Elsie Inglis.
Durante la Primera Guerra Mundial visitó la India, Australia, y Nueva Zelanda como conferencista, durante dos años, logrando financiación para Hospitales de Mujeres escocesas. De sus viajes, declaró: «Recibí hospitalidad sin límites». Después de la guerra, sirvió como oficial de la Alianza de Sufragio de Mujer Internacional, y editó su revista, Jus Suffragii.
Preocupada principalmente sobre las oportunidades económicas de las mujeres, se unió a Chrystal Macmillan, Lady Rhondda, Emmeline Pethick-Lawrence y otras para fundar el Open Door Council en 1926. Abbott presidió el Consejo de Puerta Abierto en 1929.
También presidió la Asociación de Higiene Moral y Social durante diez años, y estuvo activa en la organización por mucho tiempo.
En el último periodo de su vida continuó trabajando en defensa de la seguridad económica de las mujeres, siendo coautora de Mujeres Ciudadanas y Seguridad Social (1943), dedicado a denunciar las desigualdades entre hombres y mujeres señaladas en el Informe Beveridge.

## Vida personal
Se casó con el escritor de viajes y corresponsal de guerra George Frederick Abbott en 1911. Tuvieron un hijo, Jasper A. R. Abbott.  Wilhelmina "Elizabeth" Heno Abbott falleció en 1957, a los 73.